# Cook Cherokee
O Cook Cherokee, ou simplesmente Cherokee, foi um míssil de pesquisa da Força Aérea dos Estados Unidos, destinado a testar 
assentos ejetores, em situação de grande altitude e alta velocidade, em meados da década de 50.
Ele era um míssil lançado do ar (a cerca de 10 km de altitude), em geral a partir de um avião bombardeiro, fabricado pela Cook Electric Co., 
usando um motor com 222 kN de empuxo.